# 塞尔维尔 (默尔特-摩泽尔省)
塞尔维尔（法語：Cerville，法語發音：[sɛʁvil]）是法国默尔特-摩泽尔省的一个市镇，属于南锡区。

## 地理
塞尔维尔（48°41'47"N, 6°18'46"E）面积8.19 平方千米，位于法国大東部大區默尔特-摩泽尔省，该省份为法国东北部内陆省份，是洛林的一部分，北邻比利时、卢森堡，北起顺时针与摩泽尔省、下莱茵省、孚日省和默兹省接壤。
与塞尔维尔接壤的市镇（或旧市镇、城区）包括：比松库尔、拉讷沃洛特、勒农库尔、皮尔努瓦、沃莱讷苏萨芒斯。

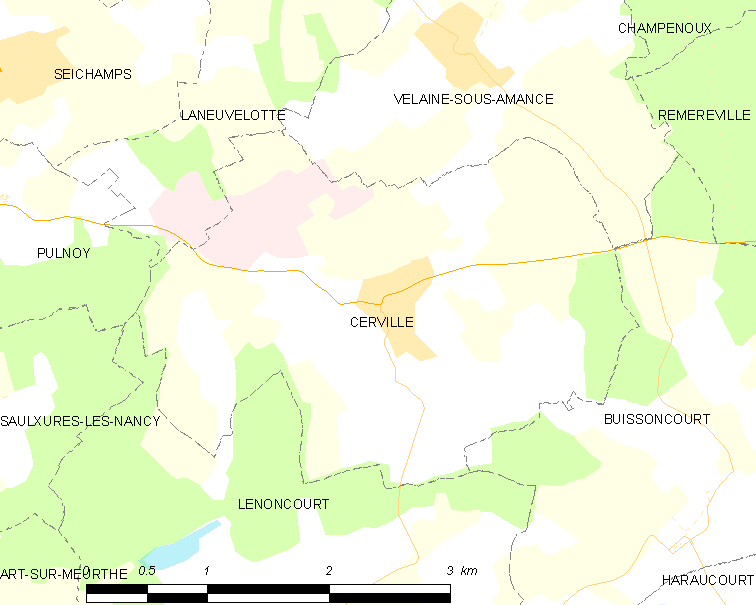
的OSM定位图

塞尔维尔的时区为UTC+01:00、UTC+02:00（夏令时）。

## 行政
塞尔维尔的邮政编码为54420，INSEE市镇编码为54110。

## 政治
塞尔维尔所属的省级选区为格朗库罗内县。

## 人口

1962-2008年间人口变化图示

塞尔维尔于2022年1月1日时的人口数量为541人。